# Tonalapa del Sur
Tonalapa del Sur es una localidad del estado mexicano de Guerrero. Es parte del municipio de Tepecoacuilco de Trujano.

## Toponimia
El nombre «Tonalapa» proviene de los términos en náhuatl: tonalli, rayo de sol; apan, río. Su significado es «río de luz solar».

## Demografía
| Gráfica de evolución demográfica |
|                                  |

| Censo | Población |
| ----- | --------- |
| 1900  | 447       |
| 1910  | 541       |
| 1921  | 515       |
| 1930  | 601       |
| 1940  | 448       |
| 1950  | 564       |
| 1960  | 856       |
| 1970  | 1 083     |
| 1980  | 1 297     |
| 1990  | 1 125     |
| 2000  | 1 061     |
| 2010  | 1 041     |
| 2020  | 1 050     |